# RUF・R/RKクーペ
RUF R/RKクーペは、ドイツの自動車メーカーRUFオートモービルがイタリアのカロッツェリア「スタジオ・トリノ」と共同開発したミッドシップスポーツカーである。

## 概要
RUF R/RKクーペは、ドイツの自動車メーカーRUFオートモービルがイタリアのカロッツェリア「スタジオ・トリノ」と共同開発したミッドシップスポーツカーである。2005年にRK Spyderがトリノで発表され、2006年にはカリフォルニアでクーペモデルがお披露目された。ベース車両としてポルシェ987ケイマンSを採用し、エクステリアデザインから動力システムまで徹底的な改造が施された限定生産車種である。

## 技術的基盤

### エンジンシステム
RKクーペの心臓部は3.8リッター水平対向6気筒エンジンにルーフ独自のスーパーチャージャーを組み合わせたユニットである。圧縮機（コンプレッサー）とインタークーラーを統合したインテークマニホールドを採用し、最大出力446ps/7,000rpm、最大トルク470Nm/5,500rpmを発生する 。この出力特性により、0-100km/h加速4.1秒、最高速度304km/hを達成している 。
特筆すべきは冷却システムの設計で、シリンダー列ごとに独立したインタークーラーを配置し、吸入空気温度を最大43℃低減する工夫が施されている 。ターボラグを抑制するため、スーパーチャージャーのプーリー比を最適化し、2,800rpmからフルブーストが掛かるように調整されている。

### シャシーと軽量化
ベースのアルミニウムモノコック構造を継承しつつ、フロントフードとリアハッチにカーボンケブラー複合材を採用 。これにより標準車比で48kgの軽量化を実現し、車両重量を1,420kgに抑えている 。

## 設計哲学

### エクステリアデザイン
スタジオ・トリノのデザインディレクターAldo Brovaroneが手掛けた外観は、フェラーリ・ディーノ246GTとポルシェ・904のデザイン言語を現代的に解釈している。
特徴的な「フライングバットレス」は空力的な機能性と審美性を両立し、後方視界を確保するためリアハッチガラスを直立化した。20インチ鍛造アルミホイール（前8.5J/後11J）は空気抵抗を17%低減する専用デザインである 。

### インテリアの機能美
内装にはポルシェの基本レイアウトを継承しつつ、Recaro製スポーツシートの側面支持力を32%向上 。ステアリングホイールはアルカンターラと本革の組み合わせで、グリップ部分にマイクロパーコレーション加工を施している。計器盤はRUF特製の350km/hメーターを採用し、中央のタコメーターが視認性を優先するレイアウトとなっている 。

## 生産と希少性

### 製造プロセス
RKクーペの生産は完全なコンプリートカーとして行われ、ポルシェから供給されるベース車両を完全分解後に再構築する方式を採用。エンジン組立にはデジタルトルクレンチとレーザーアライメントシステムを導入し、公差を±0.003mmに抑えている。塗装工程では7層のクリアコートを施し、鏡面仕上げに要する研磨時間は1台あたり40時間に及ぶ。

### 生産台数と現存数
当初計画ではクーペ/スパイダー各49台の限定生産が発表されたが、実際の完成数はクーペ2台、スパイダー3台、自然吸気仕様のRスパイダー1台のみであった。2023年時点で確認されている現存台数は全世界で4台（クーペ2台、スパイダー2台）であり、日本国内には正規輸入車が1台存在する 。

## 市場的価値

### 価格変遷
2006年発表時のメーカー希望小売価格は3850万円（当時レート1ユーロ=160円換算）。2023年3月のグッディング・アンド・カンパニー主催アメリア島オークションでは、走行距離8,700kmのクーペが推定落札価格62万〜72万ドル（約8500万〜9800万円）で取引された。希少性から年平均価格上昇率は9.7%を記録している。

## メンテナンス体制

### 日本国内の保守
正規輸入代理店であるRTC（ルーフ・テクニカル・センター）では、専用診断ツール「RDS-3000」を導入。ターボチャージャーのオーバーホールにはドイツ本社から認定技術者が派遣され、ベアリングクリアランスを0.002mm単位で調整する。ECUのソフトウェア更新は衛星通信を介してリアルタイムで実施可能なシステムを採用している。

## 歴史的意義

### 技術的影響
RKクーペの開発で培われた技術は、後のCTR3やRtRに継承されている。特に分割式インタークーラーシステムは2015年発表のRT35に応用され、吸入効率を23%向上させた。ミッドシップレイアウトのノウハウは2020年のRuf SCRの開発基盤となっている。

### 文化的価値
自動車ジャーナリストHorst von Saurma氏は、RKクーペを「21世紀のディノ・246GT」と評し、伝統的デザインと現代技術の融合を高く評価している。2018年にはニュルブルクリンク北コースで7分52秒のラップタイムを記録し、当時の市販車としては異例の速さをマークした。